# Ujjas lúd

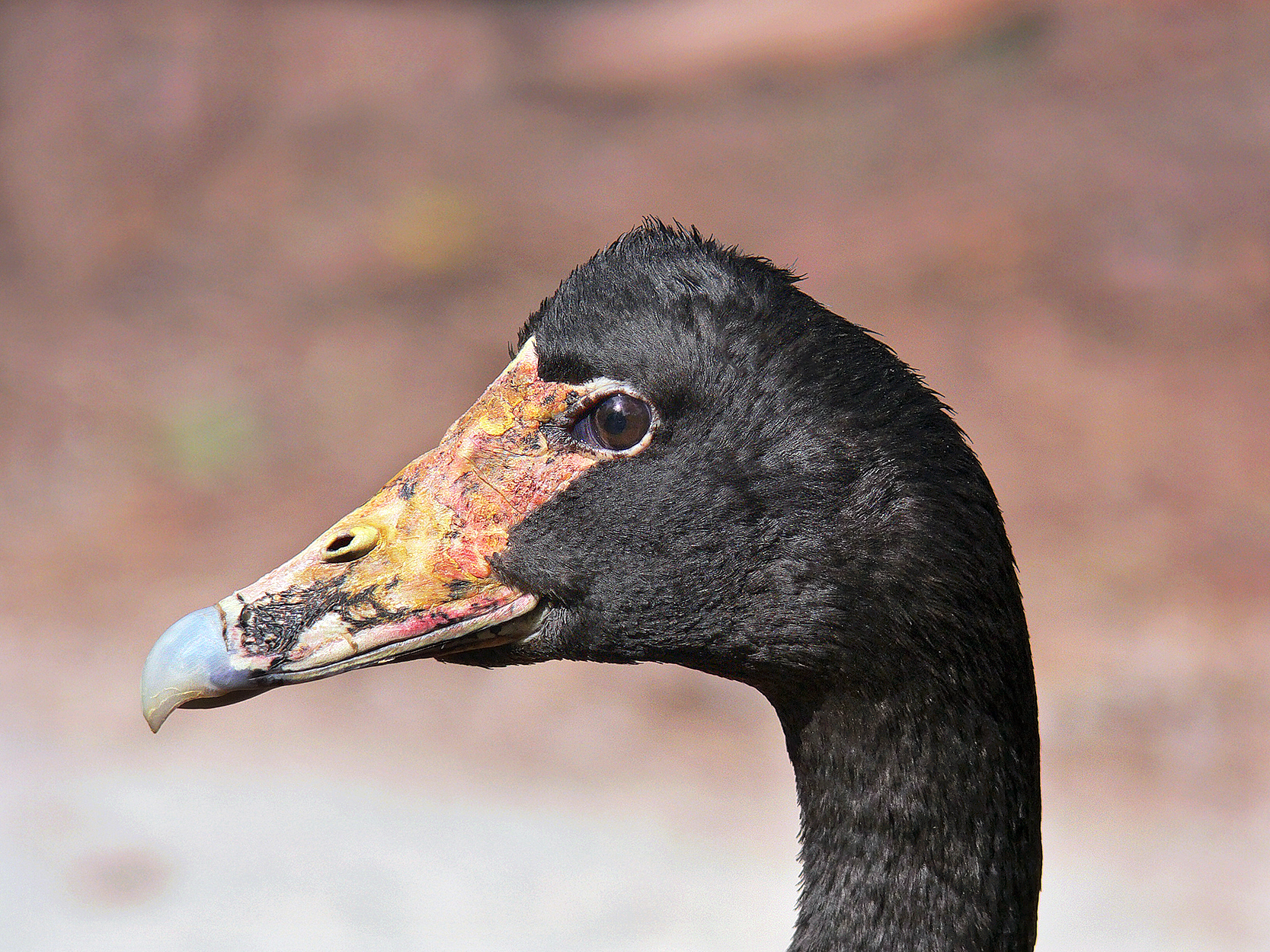
Portré

Az ujjas lúd vagy más néven hasadtujjú lúd (Anseranas semipalmata) a madarak (Aves) osztályának lúdalakúak (Anseriformes) rendjébe, ezen belül az ujjas lúdfélék (Anseranatidae) családjába tartozó faj.
Családjának és nemének az egyetlen élő és egyben típusfaja is.

## Rendszertani besorolása
A fajt sokáig a récefélék családjába sorolták, ahol a többi récefélétől eltérő tulajdonságai miatt önálló alcsaládot alkotott egymagában. Később elkülönítették a többi récefélétől és önálló családba sorolták. A faj több tulajdonsága miatt (hosszú láb, erősen redukálódott úszóhártya) hasonlít a lúdalakúak másik családjának, a tüskésszárnyúmadár-félék családjának képviselőire. Feltehetően egy nagyon régi leágazás utolsó élő faja, mely a ludak és tüskésszárnyú madarak között félúton áll a lúdalakúak törzsfáján.
A lúdalakúak rendje nagyon ősinek számít a madarak között. A faj feltételezhető legközelebbi rokonai (Gernaopsis nem, késő eocén-korai oligocén kor, Anglia és a Anserpica nem, késő oligocén Franciaország) már nagyon régen kihaltak.

## Elterjedése, élőhelye
Észak-Ausztráliában és Pápua Új-Guinea déli részén él.
Mocsarak, folyók és tavak lakója. A táplálékkal bőven ellátott helyeken többezres tömegben élhet. Ausztrália északi részének trópusi mocsaraiban korábban óriási csapatai éltek. Előfordultak 80.000 egyednél nagyobb csapatok is.

## Megjelenése
A hímek testhossza 90 centiméter, a tojók valamivel kisebbek.
Feje, nyaka és szárnya fekete. Háta, begye és hasa fehér. Csupasz arca van. A fején csontos bütyök található, mely a hímek esetén magasabb. Széles narancssárga csőre és az azon lévő bütyök a faj egyik legkönnyebben felismerhető bélyege.
Az ujjas lúd abban is különbözik a réceféléktől, hogy azokkal ellentétben nem egyszerre vedli le szárnyevezőtollait, hanem fokozatosan, egymás után. Így soha nem röpképtelen.

## Életmódja
Fűféléket keres a talajon, a vízben gyökerek és magok után kutat.
|  |  |  |

## Szaporodása

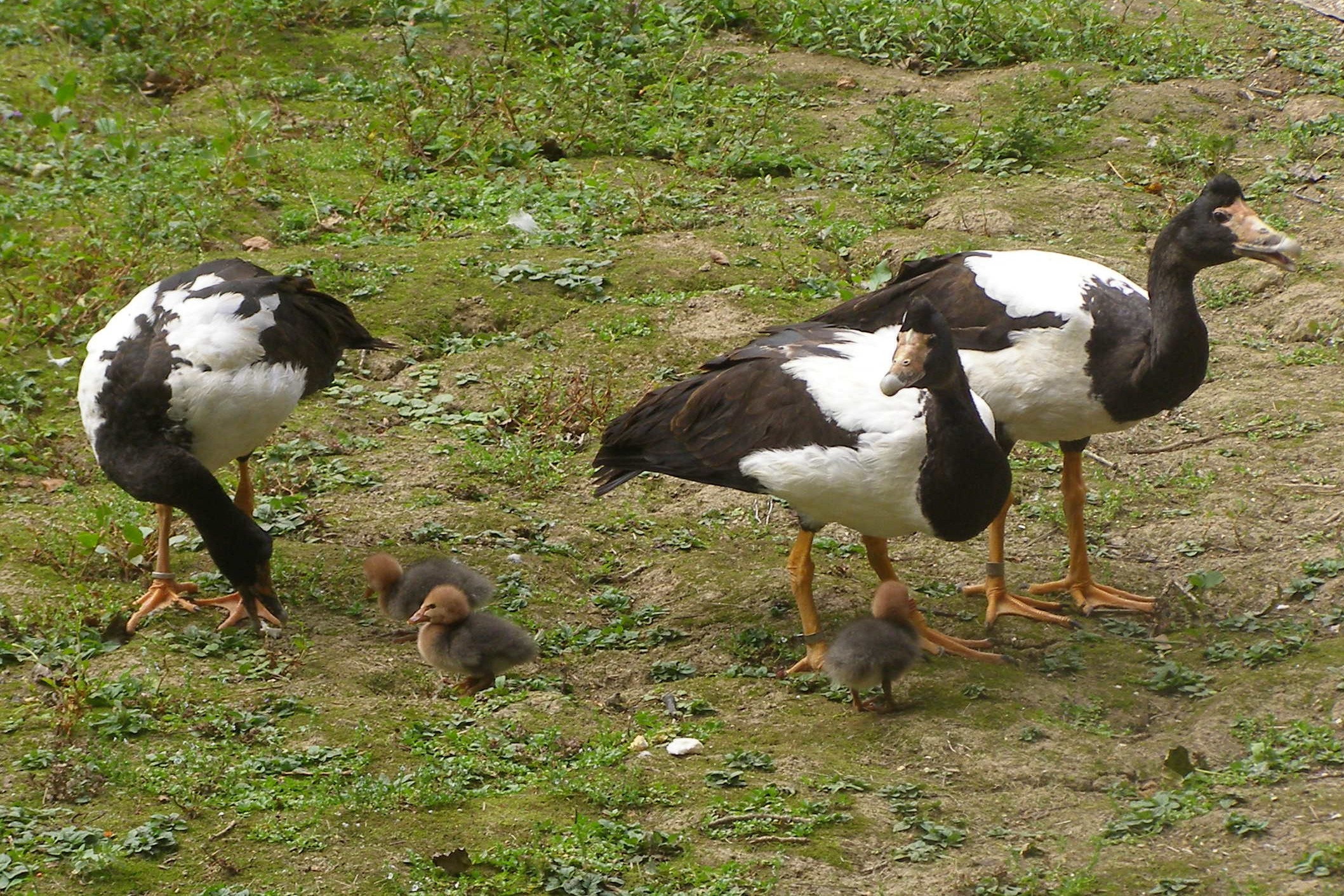
Ujjas lúd költőtrió és fiókáik

A többségében monogám párkapcsolatban élő récefélékkel ellentétben az ujjas lúd többnyire három egyedből álló költőtriókban szaporodik. Egy hímhez kettő tojó társul. Mindhárom egyed részt vesz a fészeképítésben, a költésben és a fiókák felnevelésében is.
Nádból készíti fészkét, fészekalja 5-14 tojásból áll. A fészekbe mindkét nőstény elhelyezi tojásait. A kikelő fiókákat a récefélékkel ellentétben a szülők egy ideig etetik is.
Költésmechanizmusában valószínűleg a fiókák etetése és a mocsarakban fellelhető sok veszély (bordás krokodil, fehérhasú rétisas) miatt alakult ki a trióban való költés. Három egyed könnyebben meg tudja védeni a fiókákat mint kettő. Ez a szaporodási mód mindhárom madár számára előnyös. A tojóknál azért, mert így ha elragadnak egy-egy fiókát a ragadozók, akkor van rá a esély, nem az ő, hanem a másik tojó fiókáját ölik meg. A hím pedig (mivel élénken ügyel rá, hogy a tojók csak vele párosodjanak) megkétszerezheti egy-egy idényben a fiókái számát. olykor előfordul, hogy monogám párok is szaporodnak, de ezek mindig kevesebb fiókát tudnak felnevelni, mint a triók.

### Fordítás
Ez a szócikk részben vagy egészben  a   Spaltfußgans című német Wikipédia-szócikk ezen változatának fordításán alapul.  Az eredeti cikk szerkesztőit annak laptörténete sorolja fel. Ez a jelzés csupán a megfogalmazás eredetét és a szerzői jogokat jelzi, nem szolgál a cikkben szereplő információk forrásmegjelöléseként.